# Différend sur les licences de pêche à Jersey en 2021
Le différend de 2021 à Jersey est un différend entre le bailliage de Jersey (soutenu par le Royaume-Uni) et la France au sujet de l'octroi de permis par le gouvernement de Jersey aux bateaux de pêche français de pêcher dans ses eaux territoriales. Le 5 mai 2021, le Royaume-Uni envoie deux patrouilleurs à Jersey en réponse aux menaces des pêcheurs français de bloquer le port principal de Jersey et aux menaces françaises de couper l'électricité de Jersey. Le 6 mai, la France réplique en envoyant ses propres patrouilleurs à Jersey.

## Contexte

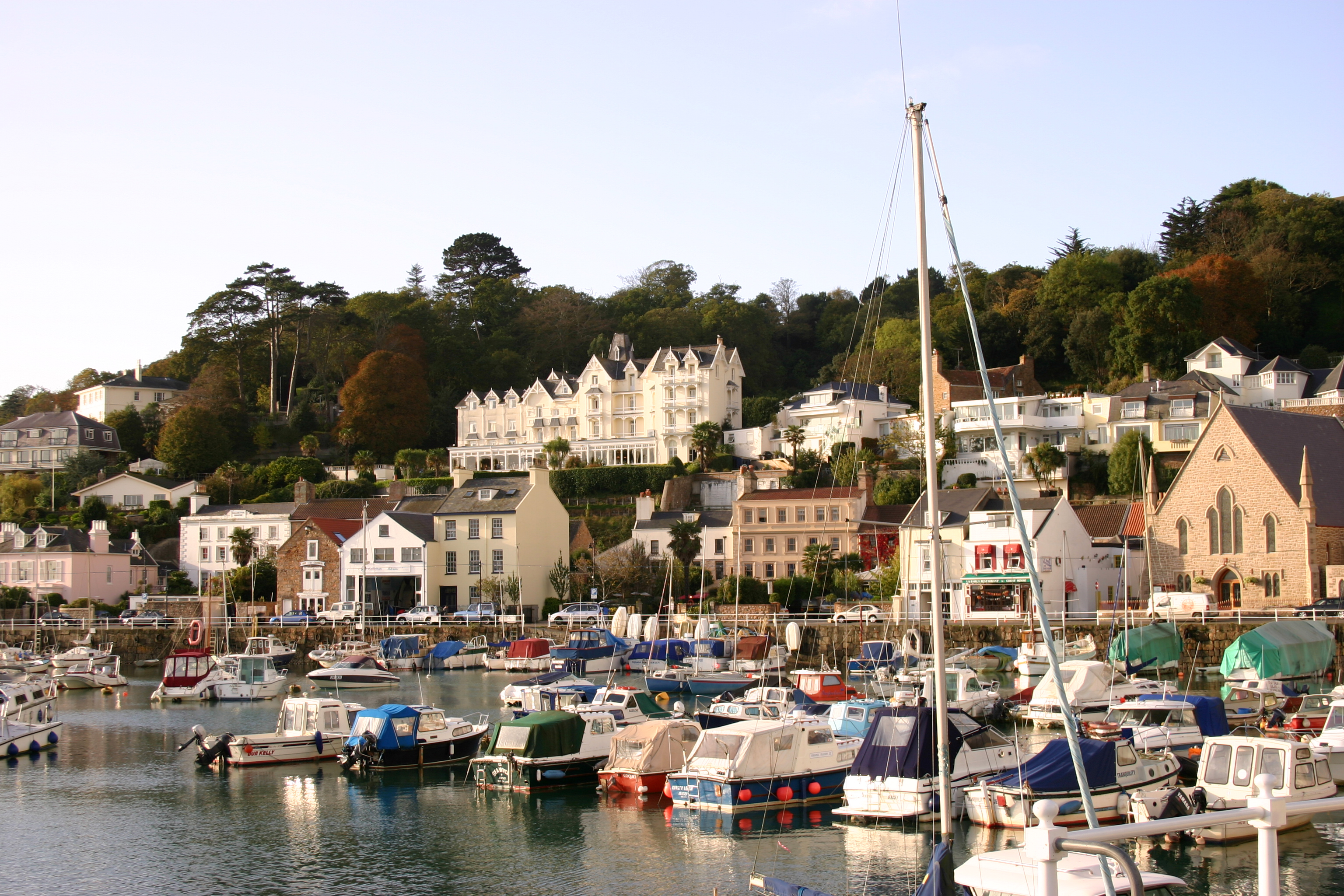
Bateaux dans le port de Saint-Aubin à Jersey.

Jersey est une dépendance de la Couronne. Bien que l'île n'ait jamais fait partie du Royaume-Uni ni de l'Union européenne, ses relations en matière de pêche sont régies dans le cadre des cadres de pêche de l'Union européenne.
De 2004 au 31 décembre 2020, Jersey et la France se partagent la responsabilité de la gestion de la pêche dans la zone située entre trois et douze milles au large de la côte de Jersey selon les conditions convenues dans l'accord de la baie de Granville, que la France et le Royaume-Uni ont signé en 2000.
Après le départ du Royaume-Uni de l'Union européenne en 2020, l'accord de la baie de Granville n'a plus d'effet et les relations de pêche de Jersey avec la France changent pour être régies par l'accord de commerce et de coopération entre le Royaume-Uni et l'Union européenne. Cela exige que Jersey autorise les navires européens titulaires d'une licence à pêcher dans ses eaux territoriales.

## Permis de pêche
Jersey prend le contrôle de tous les bateaux de pêche dans ses eaux grâce à un processus de licence, mais les bateaux de l'Union européenne ayant des antécédents de pêche dans les eaux de Jersey se voient accorder un permis. De même, les bateaux de Jersey qui ont traditionnellement pêché dans les eaux françaises se voient délivrer un permis de poursuite par les autorités françaises. Une période d'amnistie est introduite, permettant aux bateaux français de plus de 12 mètres de long de continuer à pêcher jusqu'à la fin d'avril. Le changement signifie que Jersey contrôle les activités de pêche des bateaux de l'Union européenne dans les eaux de Jersey, ce qui préoccupe particulièrement les pêcheurs français.
Le nouveau système de permis est introduit pour les navires de plus de 12 mètres de long équipés de systèmes de surveillance des navires à la fin de la période d'amnistie, le 30 avril 2021, et le gouvernement de Jersey délivre 41 permis, dont 14 en attente. Certaines licences sont assorties de conditions, notamment :
- combien de jours un bateau peut pêcher dans les eaux de Jersey,
- quelles espèces ils peuvent cibler,
- quels engins de pêche peuvent être utilisés et comment le dragage peut être effectué,
- exclusion temporaire des zones de nidification de la dorade[5].

Le gouvernement français fait valoir que ces conditions n'ont pas été discutées auparavant et n'ont donc aucun effet.

## Protestation
Pour protester contre le système, un certain nombre de pêcheurs normands et bretons se réunissent à Granville, avec l'intention de bloquer le port de Saint-Hélier le 6 mai. Cela découle d'une mauvaise compréhension du nouveau processus. Les pêcheurs français comprennent qu'ils doivent produire des preuves de dix jours de pêche pour recevoir un permis pour toute l'année, alors qu'en fait ils doivent produire un minimum de dix jours de preuves, plus des preuves pour le plus grand nombre de jours par an qu'ils ont pêché dans les eaux de l'île au cours des trois dernières années.
Le gouvernement français se plaint de la manière dont le système est mis en œuvre, qualifiant les nouvelles règles de « totalement inacceptables » car elles dictent où les navires peuvent et ne peuvent pas aller. Le 5 mai, la ministre de la Mer Annick Girardin déclare que « la France était prête à utiliser [...] des mesures de rétorsion », notamment en coupant l'accès de l'île au réseau électrique français, d'où provient 95 % de l'électricité de l'île. La région de Normandie et le département de la Manche ferment leurs bureaux combinés à Jersey, qui ont été mis en place en 1995, pour protester contre leur manque de compréhension et leur mécontentement.
Le soir du 5 mai au Royaume-Uni, le Premier ministre britannique Boris Johnson déclare : « tout blocus serait totalement injustifié » et annonce que la Royal Navy envoie deux navires de patrouille pour surveiller les eaux autour de Jersey comme une mesure de précaution. Il s'entretient également avec John Le Fondré Jr, le ministre en chef de Jersey et Ian Gorst, le ministre des Affaires étrangères de l'île, leur indiquant la nécessité d'une « désescalade des tensions ».
Le 6 mai, le HMS Severn commence à patrouiller dans les eaux autour de Jersey. En réponse, la France envoie deux de ses propres bateaux de patrouille, Athos et Thémis, peu après 13 h 30 UTC+01:00. À la suite du déploiement de bateaux de patrouille français, un membre du groupe de reconstitution de la milice de Jersey (en) est vu au château d'Elizabeth tirant un mousquet vers les bateaux français.
Des responsables de Jersey à bord du navire de protection des pêches de Jersey dans le port de Saint-Hélier viennent à côté d'un bateau avec des représentants des pêcheurs français à bord afin de respecter les règles de distanciation sociale liées à la COVID-19 pendant deux heures de discussions. La manifestation se termine plus tard dans l'après-midi. Ian Gorst déclare que les pourparlers sont positifs, mais un porte-parole des pêcheurs normands déclaré que les pourparlers les mettent « plus profondément dans l'impasse », et avertit que des mesures de rétorsion seraient prises si cela n'est pas résolu. Boris Johnson déclare que les navires de la Royal Navy restent en place.

## Réactions
- Union européenne : la porte-parole de la Commission, Vivian Loonela, déclare que le Royaume-Uni a rompu l'accord commercial sur le Brexit[12].

## Litiges connexes

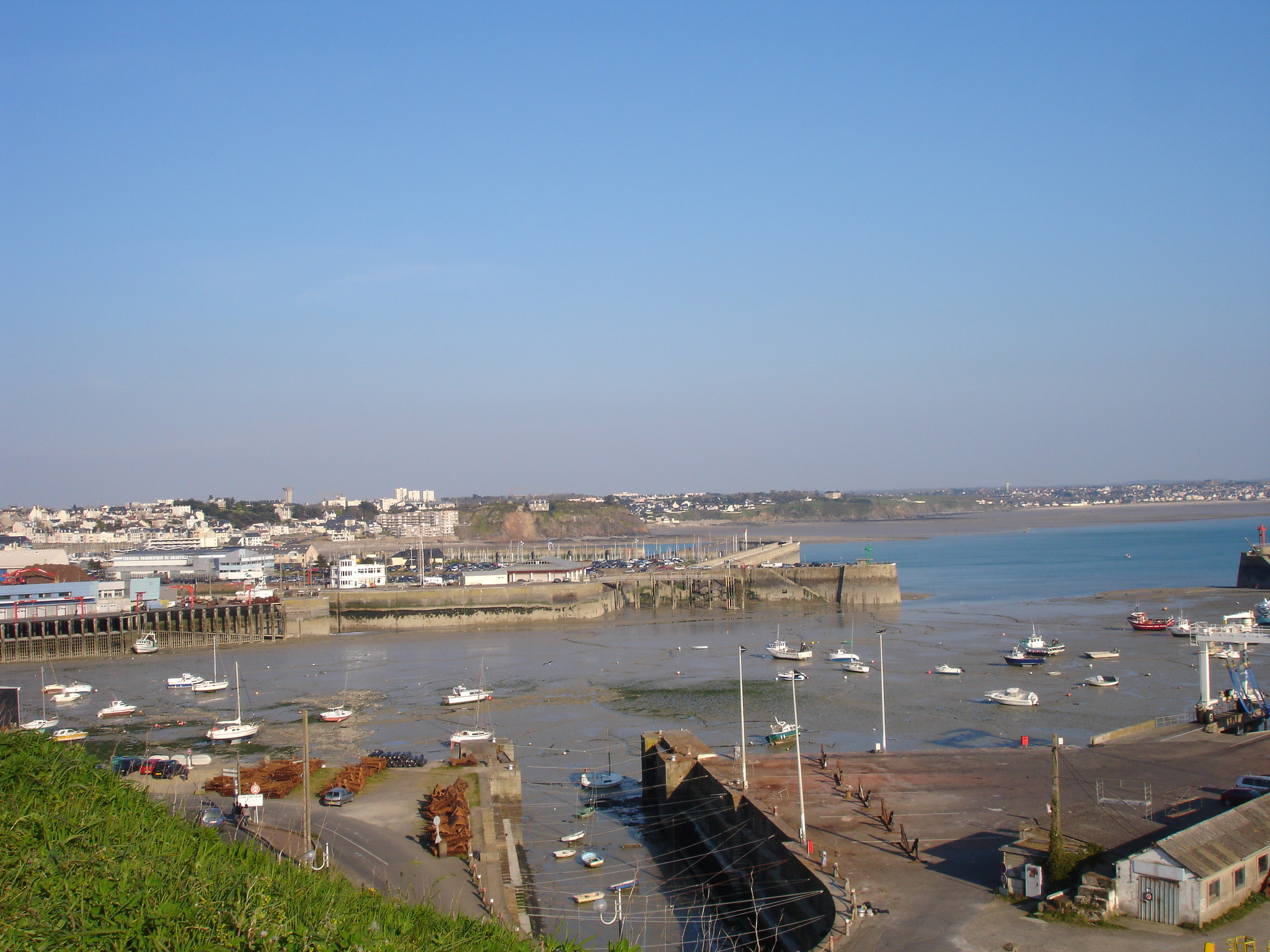
Le port de Granville.

Jersey exporte une grande partie du poisson capturé localement par sa propre flotte de pêche vers la France et le débarque à Granville ou à Saint-Malo. Les bateaux de Jersey enregistrés auprès de l'organisation des pêches de l'Atlantique nord-ouest peuvent débarquer des crustacés et des poissons à nageoires qu'ils ont capturés dans les ports de Carteret ou de Granville , car ces espèces sont exemptées des exigences sanitaires et phytosanitaires (SPS) de l'Union européenne pour un certificat sanitaire d'exportation, mais une autorisation française spécifique est requise avant chaque atterrissage. Les pétoncles, les palourdes et les buccins ne peuvent pas être débarqués dans l'Union européenne sans certificat sanitaire. Le 10 mars 2021, des pêcheurs de Jersey bloquent le port de l'île pour attirer l'attention sur les difficultés de débarquement de leurs prises à Granville depuis le Brexit.
En février 2021, des pêcheurs de Jersey protestent contre les bateaux de pêche français, qui, d'après eux, exploitent la période d'amnistie en surpêchant dans les eaux de Jersey,.